# Eugenio Barsanti
Eugenio Barsanti (12 octobre 1821 – 19 avril 1864) est un ingénieur italien qui, en collaboration avec Felice Matteucci en 1853 a inventé un moteur à combustion à gaz à deux cylindres. Ils déposent un brevet concernant cette invention en juin 1854.
Le moteur comporte deux cylindres à axe vertical, pression atmosphérique avec action différée de la course de retour.
L'allumage se fait par étincelle électrique. Une distribution à tiroir servait à réguler l'introduction de carburant constitué d'un mélange d'air et de gaz éclairant.
La fondation Barsanti e Matteucci a été créée en 2000 pour leur rendre hommage, et un musée a été inauguré en 2013.